# Abatia canescens
Abatia canescens är en videväxtart som beskrevs av Herman Otto Sleumer. Abatia canescens ingår i släktet Abatia och familjen videväxter. Inga underarter finns listade i Catalogue of Life.